# پیروهایلا
پیروهایلا (به اسپانیایی: Pirhuaylla) یک محوطه باستانی در پرو است که در منطقه آیاکوچو واقع شده‌است. پیروهایلا ۴٬۱۵۸ متر بالاتر از سطح دریا واقع شده‌است.